# 国際連合安全保障理事会決議1358
国際連合安全保障理事会決議1358は、2001年6月27日に採択された国際連合安全保障理事会決議である。次期国際連合事務総長の任命についての検討の結果、コフィー・アナンを2002年1月1日から2006年12月31日までの任期で任命することを総会に勧告した。
現職の事務総長であるアナンは、2001年3月に2期目に立候補することを表明していた。安保理の全ての理事国がそれを支持していたため、この決議の採決は喝采投票により行われ、満場一致で採択された。その後、アナンの2期目の任命は総会で承認された。